# Studená (district de Rimavská Sobota)
Pour les articles homonymes, voir Studená.
Studená (en hongrois : Medveshidegkút) est une commune du district de Rimavská Sobota, dans la région de Banská Bystrica, en Slovaquie.

## Histoire
La première mention écrite du village date de 1304.
La localité fut annexée par la Hongrie après le premier arbitrage de Vienne le 2 novembre 1938. En 1938, on comptait 363 habitants dont 3 d'origine juive. Elle faisait partie du district de Salgótarján (hongrois : Salgótarjáni járás). Le nom de la localité avant la Seconde Guerre mondiale était Studená/Hidegkút. Durant la période 1938 - 1945, le nom hongrois Medveshidegkút était d'usage. À la libération, la commune a été réintégrée dans la Tchécoslovaquie reconstituée.

## Démographie

### Évolution de la population
| Année:               | 1994. | 2004.   | 2014.   | 2024.   |
| -------------------- | ----- | ------- | ------- | ------- |
| Nombre de personnes: | 293   | 277     | 273     | 280     |
| Différence:          |       | -5,46 % | -1,44 % | +2,56 % |

| Année:               | 2023. | 2024.   |
| -------------------- | ----- | ------- |
| Nombre de personnes: | 287   | 280     |
| Différence:          |       | -2,43 % |